# 1127
Il 1127 (MCXXVII in numeri romani) è un anno  del XII secolo.

## Eventi
- Le forze Jurchen saccheggiano Kaifeng, capitale della Cina Song, dando inizio a più di un secolo di divisione tra nord e sud della Cina
- Prima delle coalizioni dei principi Normanni contro Ruggero II
- Viene completato il minareto di Kalyan a Bukhara, nell'attuale Uzbekistan
- Corrado III fonda la dinastia degli Hohenstaufen dopo essere stato incoronato re d'Italia in opposizione all'imperatore Lotario II
- 27 agosto: Como assalita dai milanesi: termina la Guerra decennale

## Nati
- 18 ottobre - Go-Shirakawa, imperatore giapponese († 1192)
- Adelaide di Vohburg, nobile tedesca
- Boleslao I l'Alto, duca († 1201)
- Felice di Valois, religioso francese († 1212)

## Morti
- 13 gennaio - Goffredo di Cappenberg, nobile, monaco cristiano e santo tedesco
- 7 febbraio - Ava, poetessa austriaca
- 10 febbraio - Guglielmo IX d'Aquitania, trovatore, duca e conte//--> francese (n. 1071)
- 2 marzo - Carlo I di Fiandra, nobile danese
- 22 marzo - Enrico degli Obodriti, condottiero obodrita (n. 1049)
- 23 marzo - Ottone Frangipane, religioso italiano (n. 1040)
- 5 aprile - Alberto da Montecorvino, vescovo cattolico italiano
- 30 aprile - Gualfardo di Verona, monaco cristiano tedesco
- 28 luglio - Guglielmo II di Puglia, nobile (n. 1095)
- 1º settembre - Álmos d'Ungheria, nobile ungherese
- 25 novembre - Minamoto no Yoshimitsu, militare giapponese (n. 1045)
- 19 dicembre - Giordano II di Capua, principe normanno
- Muhammad I di Corasmia

## Calendario
| Calendario 1127 | Calendario 1127 | Calendario 1127 | Calendario 1127 | Calendario 1127 | Calendario 1127 | Calendario 1127 | Calendario 1127 | Calendario 1127 | Calendario 1127 | Calendario 1127 | Calendario 1127 | Calendario 1127 | Calendario 1127 | Calendario 1127 | Calendario 1127 | Calendario 1127 | Calendario 1127 | Calendario 1127 | Calendario 1127 | Calendario 1127 | Calendario 1127 | Calendario 1127 | Calendario 1127 | Calendario 1127 | Calendario 1127 | Calendario 1127 | Calendario 1127 | Calendario 1127 | Calendario 1127 | Calendario 1127 | Calendario 1127 | Calendario 1127 |
| --------------- | --------------- | --------------- | --------------- | --------------- | --------------- | --------------- | --------------- | --------------- | --------------- | --------------- | --------------- | --------------- | --------------- | --------------- | --------------- | --------------- | --------------- | --------------- | --------------- | --------------- | --------------- | --------------- | --------------- | --------------- | --------------- | --------------- | --------------- | --------------- | --------------- | --------------- | --------------- | --------------- |
|                 | 1               | 2               | 3               | 4               | 5               | 6               | 7               | 8               | 9               | 10              | 11              | 12              | 13              | 14              | 15              | 16              | 17              | 18              | 19              | 20              | 21              | 22              | 23              | 24              | 25              | 26              | 27              | 28              | 29              | 30              | 31              |                 |
| Gennaio         | Sa              | Do              | Lu              | Ma              | Me              | Gi              | Ve              | Sa              | Do              | Lu              | Ma              | Me              | Gi              | Ve              | Sa              | Do              | Lu              | Ma              | Me              | Gi              | Ve              | Sa              | Do              | Lu              | Ma              | Me              | Gi              | Ve              | Sa              | Do              | Lu              |                 |
| Febbraio        | Ma              | Me              | Gi              | Ve              | Sa              | Do              | Lu              | Ma              | Me              | Gi              | Ve              | Sa              | Do              | Lu              | Ma              | Me              | Gi              | Ve              | Sa              | Do              | Lu              | Ma              | Me              | Gi              | Ve              | Sa              | Do              | Lu              |                 |                 |                 |                 |
| Marzo           | Ma              | Me              | Gi              | Ve              | Sa              | Do              | Lu              | Ma              | Me              | Gi              | Ve              | Sa              | Do              | Lu              | Ma              | Me              | Gi              | Ve              | Sa              | Do              | Lu              | Ma              | Me              | Gi              | Ve              | Sa              | Do              | Lu              | Ma              | Me              | Gi              |                 |
| Aprile          | Ve              | Sa              | Do              | Lu              | Ma              | Me              | Gi              | Ve              | Sa              | Do              | Lu              | Ma              | Me              | Gi              | Ve              | Sa              | Do              | Lu              | Ma              | Me              | Gi              | Ve              | Sa              | Do              | Lu              | Ma              | Me              | Gi              | Ve              | Sa              |                 |                 |
| Maggio          | Do              | Lu              | Ma              | Me              | Gi              | Ve              | Sa              | Do              | Lu              | Ma              | Me              | Gi              | Ve              | Sa              | Do              | Lu              | Ma              | Me              | Gi              | Ve              | Sa              | Do              | Lu              | Ma              | Me              | Gi              | Ve              | Sa              | Do              | Lu              | Ma              |                 |
| Giugno          | Me              | Gi              | Ve              | Sa              | Do              | Lu              | Ma              | Me              | Gi              | Ve              | Sa              | Do              | Lu              | Ma              | Me              | Gi              | Ve              | Sa              | Do              | Lu              | Ma              | Me              | Gi              | Ve              | Sa              | Do              | Lu              | Ma              | Me              | Gi              |                 |                 |
| Luglio          | Ve              | Sa              | Do              | Lu              | Ma              | Me              | Gi              | Ve              | Sa              | Do              | Lu              | Ma              | Me              | Gi              | Ve              | Sa              | Do              | Lu              | Ma              | Me              | Gi              | Ve              | Sa              | Do              | Lu              | Ma              | Me              | Gi              | Ve              | Sa              | Do              |                 |
| Agosto          | Lu              | Ma              | Me              | Gi              | Ve              | Sa              | Do              | Lu              | Ma              | Me              | Gi              | Ve              | Sa              | Do              | Lu              | Ma              | Me              | Gi              | Ve              | Sa              | Do              | Lu              | Ma              | Me              | Gi              | Ve              | Sa              | Do              | Lu              | Ma              | Me              |                 |
| Settembre       | Gi              | Ve              | Sa              | Do              | Lu              | Ma              | Me              | Gi              | Ve              | Sa              | Do              | Lu              | Ma              | Me              | Gi              | Ve              | Sa              | Do              | Lu              | Ma              | Me              | Gi              | Ve              | Sa              | Do              | Lu              | Ma              | Me              | Gi              | Ve              |                 |                 |
| Ottobre         | Sa              | Do              | Lu              | Ma              | Me              | Gi              | Ve              | Sa              | Do              | Lu              | Ma              | Me              | Gi              | Ve              | Sa              | Do              | Lu              | Ma              | Me              | Gi              | Ve              | Sa              | Do              | Lu              | Ma              | Me              | Gi              | Ve              | Sa              | Do              | Lu              |                 |
| Novembre        | Ma              | Me              | Gi              | Ve              | Sa              | Do              | Lu              | Ma              | Me              | Gi              | Ve              | Sa              | Do              | Lu              | Ma              | Me              | Gi              | Ve              | Sa              | Do              | Lu              | Ma              | Me              | Gi              | Ve              | Sa              | Do              | Lu              | Ma              | Me              |                 |                 |
| Dicembre        | Gi              | Ve              | Sa              | Do              | Lu              | Ma              | Me              | Gi              | Ve              | Sa              | Do              | Lu              | Ma              | Me              | Gi              | Ve              | Sa              | Do              | Lu              | Ma              | Me              | Gi              | Ve              | Sa              | Do              | Lu              | Ma              | Me              | Gi              | Ve              | Sa              |                 |